# Lomandra patens
Lomandra patens är en sparrisväxtart som beskrevs av Alma Theodora Lee. Lomandra patens ingår i släktet Lomandra och familjen sparrisväxter. Inga underarter finns listade i Catalogue of Life.